# Скворцов, Борис Михайлович
Борис Михайлович Скворцов (10 июля 1902 года, Самара — 12 мая 1946 года, Мары, Туркменская ССР) — советский военный деятель, Генерал-майор танковых войск (1943 год).

## Начальная биография
Борис Михайлович Скворцов родился 10 июля 1902 года в Самаре.

## Военная служба

### Гражданская война
С августа 1919 года в составе партизанского отряда под командованием А. М. Чеверева, а затем в 2-й Сводной дивизии под командованием В. М. Азина принимал участие в боевых действиях против войск под командованием адмирала А. В. Колчака в районах Уфы, Агрыза и Ижевска.
В мае 1920 года был направлен на учёбу на 2-е Вольские пулемётные курсы, по окончании которых с августа того же года командовал взводом и ротой в составе 3-го запасного полка (Южный фронт, Ростов-на-Дону), а с апреля 1921 года — в составе 329-го стрелкового полка (Пятигорск).

### Межвоенное время
В августе 1921 года Скворцов был назначен на должность помощника начальника железнодорожной милиции станции Самара, в октябре — на должность сотрудника транспортной ЧК в Омске, а в марте 1922 года — на должность начальника пулемётной команды 2-го пограничного батальона (86-й разъезд ст. Маньчжурия). В августе — ноябре 1922 года Скворцов в составе 1-й Тихоокеанской дивизии принял участие в походе по занятию Приморья и Владивосток, после чего продолжил службу в составе 2-го пограничного батальона на должностях командира взвода, начальника пулемётной команды и командира пулемётной роты. С ноября 1930 года служил на должности помощника начальника и временно исполняющего должность начальника штаба 61-го Осинского стрелкового полка (Сибирский военный округ, Томск).
В мае 1932 года Борис Михайлович Скворцов был направлен на учёбу на Московские курсы усовершенствования командного состава, по окончании которых в 1933 году был назначен там на должность преподавателя тактики. С января 1934 года служил на Казанских курсах усовершенствования начальствующего состава на должностях преподавателя тактики, начальника курса и командира роты.
В 1936 году закончил Военную академию механизации и моторизации имени И. В. Сталина.
В мае 1937 года был назначен на должность командира отдельного танкового батальона (7-я отдельная мотобригада, 57-й особый корпус), а с августа 1938 года служил в 11-й легкотанковой бригаде на должностях помощника командира бригады по технической части и помощника командира бригады по строевой части, в составе которой принимал участие в боях на озере Хасан и на Халхин-Голе, за что был награждён орденом Ленина и орденом Красного Знамени (Монгольская народная республика).
В октябре 1939 года был назначен на должность инспектора автобронетанковых войск 1-й армейской группы, в августе 1940 года — на должность командира 11-й легкотанковой бригады, в марте 1941 года — на должность командира 61-й танковой дивизии (29-й механизированный корпус), а с 8 июня 1941 года исполнял должность заместителя командующего 17-й армией по танковым войскам, дислоцированной в Забайкальском военном округе.

### Великая Отечественная война
В августе 1941 года 17-я армия была включена в состав Забайкальского фронта и охраняла границу СССР с Китаем и Монгольской Народной Республикой в Забайкалье.
9 октября 1941 года был назначен на должность командира 21-й отдельной танковой бригады, но 5 ноября был освобождён от занимаемой должности.
16 феврале 1943 года Борис Михайлович Скворцов был назначен на должность командира 7-го механизированного корпуса, находившегося на формировании в составе Московского военного округа, а в марте — на должность командира 5-го гвардейского механизированного корпуса, который успешно действовал в ходе Курской битвы, а во время Белгородско-Харьковской операции корпус под командованием Скворцова прошёл с боями более 120 км, обеспечив освобождение Харькова. С октября по декабрь 1943 года корпус вёл боевые действия по расширению плацдарма на Днепр юго-восточнее Кременчуга. Вскоре корпус принимал участие в ходе Кировоградской, Корсунь-Шевченковской и Уманско-Ботошанской наступательных операциях, во время которых прошёл более 500 километров, форсировал Южный Буг, Днестр и Прут, а также принимал участие в освобождении Кировограда, Умани и других.
С июня 1944 по март 1945 года корпус под командованием Скворцова находился в резерве Ставки ВГК и в апреле был включен в состав 4-й гвардейской танковой армии (1-й Украинский фронт), после чего принимал участие в прорыве обороны противника в районе Ютербога, обеспечив ввод основных сил армии, после чего в ходе вёл наступление по направлении на Тройенбритцен. За успешные боевые действия корпуса по овладению городом Тройенбритцен и проявленные при этом мужество и героизм генерал-майор танковых войск Борис Михайлович Скворцов был награждён орденом Суворова 2 степени.

### Послевоенная карьера
С 13 апреля 1945 года находился в распоряжении командующего бронетанковыми и механизированными войсками, а затем находился на излечении в госпитале.
Генерал-майор танковых войск Борис Михайлович Скворцов умер 12 мая 1946 года в городе Мары Туркменской ССР.

## Награды
- Два ордена Ленина (17.11.1939[1], 21.02.1945[2]);
- Два ордена Красного Знамени (22.02.1944[3], 03.11.1944[4]);
- Орден Суворова II степени (27.08.1943)[5];
- медали, в том числе:
  - медаль «XX лет Рабоче-Крестьянской Красной Армии» (1938);

Иностранные награды
- Орден Красного Знамени (МНР, 1939)

## Память
- На могиле установлен надгробный памятник.
- Имя воина увековечено в Главном Храме Вооружённых сил России, и навсегда запечатлено на мемориале «Дорога памяти» [6]